# Брианна Лав
Брианна Лав (англ. Brianna Love), настоящее имя — Оутамн Лашель Сандерс (англ. Autumn Lashelle Sanders; род. 14 марта 1985, Фресно, Калифорния) — американская порноактриса.

## Биография
Брианна Лав родилась 14 марта 1985 года в маленьком городке Фресно, Калифорния, США.
В подростковом возрасте вела скитальческий образ жизни, покинула дом матери в 15 лет. Как и многие другие порноактрисы, Брианна, прежде чем попасть в порно, танцевала стриптиз, занималась этим девушка в штате Миссури. Позже, в 2005 году, она переехала в Лас-Вегас и почти сразу же перешла от стриптиза к съемкам в порно, правда первый год своей работы Брианна работала в жанре лесбийского порно, в таких фильмах как Girl Crazy #5, Strap It On и Be My Bitch 2.
В том же 2005 году Брианна Лав заключила двухлетний контракт с Red Light District.
После окончания контракта, Брианна стала свободным агентом, и сексуальную блондинку с небольшой грудью, но отличной попкой, обожающую анальный секс (почти в половине сцен с участием Брианны Лав, присутствует анальный секс), приглашали к сотрудничеству ведущие порностудии — видео с её участием можно увидеть у Bangbros, Brazzers, Reality Kings и Naughty America, а также в фильмах компаний Digital Playground, Evil Angel, Jules Jordan Video и Wicked Pictures. Brianna Love, Her Fine, Sexy Self, Brianna Love Is Buttwoman считаются лучшими работами последних лет в фильмографии порнозвезды.
В 2009 году Лав объявила, что полностью прекратила сниматься.
По данным на 2020 год, Брианна Лав снялась в 376 порнофильмах.
Известно, что уже после начала карьеры в порно, Брианна Лав родила дочь и назвала её Фейф (Faith — Вера), в честь неё она сделала себе тату с её именем.
Хорошей подругой Брианны Лав является другая порнозвезда Кармелла Бинг, девушек можно часто видеть вместе на различных светских мероприятиях порноиндустрии.

## Премии и номинации
| Год  | Премия                                       | Номинация                       | Фильм | Результат |
| ---- | -------------------------------------------- | ------------------------------- | --- | --------- |
| 2007 | AVN Award                                    | Best All-Girl Sex Scene — Video | Girls Love Girls (с Сативой Роуз)                                                                                      | Номинация |
| 2008 | Orgazmik Award                               | Best Eyecatcher                 | | Номинация |
| 2008 | XRCO Award                                   | Orgasmic Analist                | | Номинация |
| 2008 | XRCO Award                                   | Female Performer of the Year    | | Номинация |
| 2008 | XBIZ Awards                                  | Female Performer of the Year    | | Номинация |
| 2008 | Barcelona International Erotic Film Festival | Best Actress                    | Brianna Love: Her Fine Sexy Self                                                                                       | Номинация |
| 2008 | AVN Awards                                   | Best Tease Performance          | Brianna Love: Her Fine Sexy Self                                                                                       | Победа    |
| 2008 | AVN Awards                                   | Best Actress — Video            | Brianna Love: Her Fine Sexy Self                                                                                       | Номинация |
| 2008 | AVN Awards                                   | Best Couples Sex Scene — Video  | Brianna Love Is Buttwoman (с Мистером Питом)                                                                           | Номинация |
| 2008 | AVN Awards                                   | Best Group Sex Scene — Video    | Naked Aces 2 (с Джесси Джейн, Ребекой Линарес и Марко Бандеросом)                                                      | Номинация |
| 2008 | AVN Awards                                   | Best Oral Sex Scene — Video     | I Wanna Get Face Fucked 4                                                                                              | Номинация |
| 2008 | AVN Awards                                   | Best Oral Sex Scene — Video     | Brianna Love Is Buttwoman                                                                                              | Номинация |
| 2008 | AVN Awards                                   | Female Performer of the Year    | | Номинация |
| 2008 | AVN Awards                                   | Best Anal Sex Scene — Video     | Filth Cums First (с Риком Стронгом)                                                                                    | Номинация |
| 2009 | AVN Awards                                   | Best All-Girl Group Sex Scene   | Cheerleaders (с Адрианной Линн, Джесси Джейн, Шэй Джордан, Мемфис Монро, Прией Рай, Софией Санти, Стоей, Лекси Тайлер) | Победа    |
| 2009 | AVN Awards                                   | Best Couples Sex Scene          | Belladonna: Manhandled 3 (с Джеймсом Дином)                                                                            | Номинация |
| 2009 | AVN Awards                                   | Best Threeway Sex Scene         | Cock Pigs (с Белладонной и Мистером Питом)                                                                             | Номинация |